# Geschichte von Alsfeld
Die Geschichte von Alsfeld ist die Geschichte der Entwicklung seit der Blütezeit Alsfelds.
Die älteste schriftliche Erwähnung von Alsfeld erfolgte unter dem Namen Adelesfelt im Jahr 1069. Das Historische Ortslexikon für Hessen hingegen gibt an, dass die erste Erwähnung (unter dem Namen Adelsfelt), bei der gewiss ist, dass Alsfeld gemeint ist, im Jahr 1222 erfolgte.

## Stadtname

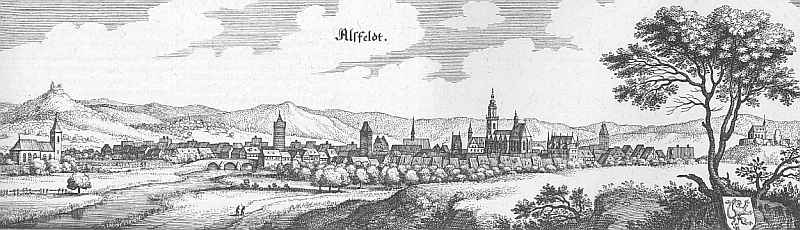
Alsfeld – Auszug aus der Topographia Hassiae von Matthäus Merian 1655

Zur Herkunft des Stadtnamens gibt es einige Legenden. So soll um das Jahr 1200 der Landgraf von Hessen/Thüringen einen Ausritt über den Vogelsberg gemacht haben. Auf dem Homberg (einem Hügel nahe Alsfeld) angekommen, blies dort ein starker Wind. So sagte dieser: „Als fällt mir der Hut vom Kopp.“ („Als“: oberhessisch für „immerfort“.) Aus „als fällt“ wurde dann Alsfeld. – Der Name dürfte aber wohl eher auf den alten deutschen Personennamen „Adalo“ (Kurzform von Namen wie Adalolf = Adolf, Adalbero oder Adalwin) zurückzuführen sein. 1076 wird der Ort Adelesfelt genannt. Weitere dokumentierte Erwähnungen des Ortsnamens sind: Adelsfelt (1222), Alesvelt (1232), Ailesuelt (1233), Agilsvelt (1249), Alsfelt (1250), Allysfelt (1302), Elsfeldia (1303) und Alsfeltd, Alsfeldia (1319).

## Mittelalter
Ausgrabungen in der Walpurgiskirche ergaben, dass sich an dieser Stelle schon im 9. bzw. 10. Jahrhundert eine romanische Kirche befunden hatte. Somit entstand der Ort vermutlich in der Zeit der Karolinger. Zwischen 1180 und 1190 bauten die Landgrafen von Thüringen hier an der Handelsstraße der Kurzen Hessen eine Burg. Diese Lage begünstigte die Entwicklung, so dass Alsfeld ab 1222 als Stadt bezeugt ist.
Ab 1247 gehörte Alsfeld zur Landgrafschaft Hessen. Im Jahre 1254 trat die Stadt dem Rheinischen Städtebund bei. Hermann II. baute sich hier 1395 ein Schloss, und die Stadt wurde somit Residenzstadt.

## Reformation, Übergang zu Hessen-Marburg
Schon früh schloss sich Alsfeld der Reformation an. Auf der Hin- und Rückreise nach Worms hatte Martin Luther hier Quartier genommen. Der Augustinermönch Tilemann Schnabel, ein Freund Luthers, nahm bereits 1522 seine Tätigkeit im Sinne der neuen Lehre in Alsfeld auf. Doch dies zog zunächst noch keinen Beschluss des Stadtrates nach sich, sich der Reformation anzuschließen. Alsfeld war insofern nicht die erste hessische Stadt, die lutherisch wurde, wie es in älteren Darstellungen heißt (und daran anschließend gelegentlich noch immer kolportiert wird). Mit einer Predigt von der Stadtmauer herab zog sich Tilemann Schnabel die Ungnade des Landgrafen zu, musste die Stadt verlassen und konnte nach dem Votum der Bürgerschaft 1525 wieder zurückkehren. Mit dem darauf folgenden Übergang der Stadt zur Reformation endete auch die Tradition des Alsfelder Passionsspiels, das auf dem Marktplatz aufgeführt wurde.
Seit 1567 gehörte die Stadt zu Hessen-Marburg und ab 1604 zur Landgrafschaft Hessen-Darmstadt.

## Historische Wasserversorgung
Unter den Einheimischen gilt die Versorgung mit Straßenreinigungs- und Feuerlöschwasser als Besonderheit: Der Liederbach (einheimisch: Lerrebach) wurde viele Jahrhunderte lang am heutigen Bahnhofsgelände aufgestaut. Im Regelfall floss der Bach dann von dort über den Ludwigsplatz in die Obergasse. Das natürliche Gefälle geschickt ausnutzend, erhielt der Bach Abzweigungen in andere Gassen. Deren Verlauf in Pflasterrinnen folgte der sich schwächende Bach, um dann beim Fulder Tor zur Schwalm hin die Stadtmauern wieder zu verlassen. Bei Bedarf wurden die Sperren des Liedenteichs gezogen, so dass eine größere Wassermenge verfügbar war.
Mit Trinkwasser versorgten sich die Einwohner über Brunnen im Haus: Es soll jedes Haus in der Kernstadt einen eigenen Brunnen gehabt haben. In zwei Gaststätten in Marktnähe sind noch heute die Hausbrunnen zu besichtigen (vgl. „Gerichtsglocke“ der Walpurgiskirche).

## Gerichte seit 1803
In der Landgrafschaft Hessen-Darmstadt wurde mit Ausführungsverordnung vom 9. Dezember 1803 das Gerichtswesen neu organisiert. Für die Provinz Oberhessen wurde das Hofgericht Gießen als Gericht der zweiten Instanz eingerichtet. Die Rechtsprechung der ersten Instanz wurde durch die Ämter bzw. Standesherren vorgenommen. Nach der Gründung des Großherzogtums Hessen 1806 wurden die Aufgaben der ersten Instanz 1821 im Rahmen der Trennung von Rechtsprechung und Verwaltung auf die neu geschaffenen Landgerichte übertragen. „Landgericht Alsfeld“ war daher von 1821 bis 1879 die Bezeichnung für das erstinstanzliche Gericht in Alsfeld, das heutige Amtsgericht.
Anlässlich der Einführung des Gerichtsverfassungsgesetzes mit Wirkung vom 1. Oktober 1879, infolge derer die bisherigen großherzoglich hessischen Landgerichte durch Amtsgerichte an gleicher Stelle ersetzt wurden, während die neu geschaffenen Landgerichte nun als Obergerichte fungierten, kam es zur Umbenennung in Amtsgericht Alsfeld und Zuteilung zum Bezirk des Landgerichts Gießen.
Die Statistisch-topographisch-historische Beschreibung des Großherzogthums Hessen berichtet 1830 über Alsfeld:

„Alsfeld (L. Bez. gl. N.) Stadt; liegt an der Schwalm, 12 St. nordöstlich von Giessen, 1001 Hess. (770 Par.) Fuß über der Meeresfläche und am Fuß eines Bergrückens, in einer schönen und fruchtbaren Gegend. Durch Alsfeld zieht die Chaussee von Wetzlar nach Cassel; auch stehet die Stadt vermittelst einer Chaussee mit Lauterbach in Verbindung. Die Stadt hat vier Thore, nemlich das Mainzer-, das Fulder-, das Hersfelder und das Hoher oder Ober-Thor und vier Hauptgassen, nemlich die Mainzer-, die Fulder-, die Hersfelder- und die Hoher- oder Obergasse. An der Stelle des Wassergrabens befinden sich nun Wiesen und Gärten, welche erstere Grabentheile heißen. Der Marktplatz ist sehr geräumig. Von den Gebäuden sind folgende bemerkenswerth: 1) die St. Catharinen oder Walpurgiskirche; der Thurm stürzte zu Anfang des 14. Jahrhunderts ein. Die Entstehung dieser Kirche ist im Dunkeln. 2) die Augustiner- jetzo Dreifaltigkeitskirche; dieselbe hat ein heiteres Ansehen. Diese Kirche hat wohl ihren Namen von dem hier bestandenen Augustiner-Eremiten-Kloster, das zu den ältesten dieses Ordens, der 1241 bestätigt wurde, gerechnet werden muß, und nach Gerstenberger 1244 entstanden ist; 3) die Todtenkirche, außerhalb der Stadt; 4) das Stadtweinhaus; dieses wurde 1538 erbaut, und zeichnet sich durch seine außerordentlichen unterirdischen Gewölbe aus. Im Jahr 1650 hat die Stadt „zur Belohnung ihrer standhaften Treue in den damaligen Kriegszeiten“, vom Landgrafen eine Erbleihe erhalten, wornach sie den Wein- und Branteweinschank von dem jedesmaligen Regenten zu Lehen empfängt. Die Stadt benutzt ihr Weinhaus durch einen eigenen Verwalter, und jeder städtische Wirth muß seinen Wein aus dem Stadtkeller nehmen, oder für jede Ohm 2 fl. in die Stadtkasse zahlen. Der zu verzapfende Brantewein muß aber unbedingt aus dem Stadtweinhause genommen werden. Außerdem finden sich noch 2 Pfarrhäuser, 1 Amthaus, 1 Hauptzollamtshaus mit Oekonomiegebäuden, 1 Rathhaus, 1 Knabenschulhaus. 1 Hospital mit acht Pfründnern, 1 neues Arresthaus, 1 Apotheke, 8 Mahl-, 3 Oel-, 1 Schneid- und 1 Walkmühle. Auch besitzt die Stadt eine lateinische Schule und eine Posthalterei. Es wird auch ein Schwert vorgezeigt, welches Carl der Große der Stadt verliehen haben soll. Wohnhäuser zählt man 502 und Einwohner 3684, die bis auf 26 Kath. und 61 Juden alle evangelisch sind. Alsfeld ist der Sitz des Landraths, des Landgerichts, des Rentamts des Steuer-Commissairs und eines Hauptzollamts. Die Gewerbsanstalten haben seit mehreren Jahren an Umfang sehr gewonnen. Leinwandfabrikanten giebt es fünf; die Kochische Leinwandfabrik ist die vorzüglichste. Die Kick- und Schwarzische Manufaktur, so wie mehrere kleinere Fabrikanten verfertigen beträchtliche Quantitäten von Leinenzwilch. Die Fabrikate sind geschätzt und werden stark ins Ausland versendet. Außerdem finden sich 140 Wollentuch-Fabrikanten, von denen aber viele für andere Meister arbeiten, 19 Leineweber, 6 Tuchbereiter. Diese Gewerbsleute fabriciren mit den bereits bemerkten Manufakturen viele wollene Tücher, Stanets, Bieber, Barchent, Fußteppiche, Zwilch und Trilch, Segeltuch, Sack- und Packleinwand. Ferner 6 Färber welche Tücher in allen Nüancen färben. Die Bleichanstalten, besonders für Leinengarn, haben sich sehr verbessert, und bleichen theils nach der zu Elberfeld und Barmen üblichen Methode, theils auch mit Salzsäure, welche besonders bei der Bereitung des Wergs zu einem baumwollenartigen Stoff, der zu Bettbarchent verarbeitet wird, angewendet werden. Eine besondere Erwähnung verdienen die 3 bedeutenden Tabaksfabriken, so wie die gut eingerichtete Schwarz’sche Branteweinbrennerei. Von den übrigen Gewerben werden noch genannt: 18 Lohgerber, 6 Weißgerber (mit der Saffiangerberei sind gelungene Versuche gemacht), 112 Schuhmacher, 8 Sattler, 25 Metzger. 1 Leimsiederei, 18 Krämer, 44 Bäcker, 3 Seiler, 18 Schreiner, 16 Schlosser und Schmiede (darunter einige Kupferschmiede), 19 Schneider, etc. Der Acker- und Obstbau zeichnet sich aus, und hat eine seltene Höhe erreicht. Man bemerkt die schönsten Wiesengründe; der Boden liefert im Ueberfluß Getreide, hauptsächlich Waizen, Korn und Gerste von besonderer Güte. Hier werden jährlich 2 Woll- und mehrere Vieh- und Krämermärkte und wöchentlich ein Fruchtmarkt gehalten. – Alsfeld, ein fuldisches, und höchst wahrscheinlich gegebenes Lehen, wird mit Recht als eine der ältesten Hessischen Städte genannt; jedoch verdient Vieles, was die Chronisten von dem hohen Alter dieser Stadt erzählen, durchaus keinen Glauben, und ist zum Theil höchst ungereimt. Die älteste Urkunde, welche Alsfeld erwähnt, ist von 1069 und abermals wird es gelegenheitlich einer Schenkung genannt, welche ein Graf Gerhard 1076 dem Kloster Fulda machte. In Urkunden von 1247, zu welcher Zeit Alsfeld schon einige Zeit zum Besitzthum der Landgrafen gehörte, wird es eine Stadt genannt, und kommt in demselben Jahre unter den Städten vor, die dem damals zur Aufrechthaltung des Landfriedens errichteten rheinischen Bunde beigetreten waren. Dieser Umstand, wie auch, daß Alsfeld schon im 14. Jahrhundert von einem zahlreichen Adel bewohnt war, läßt auf die Bedeutenheit der Stadt schließen. Im Jahr 1312 wurde Alsfeld von dem fuldischen Abt Heinrich von Wylnau belagert; er verheerte die Umgegend mußte aber abziehen. Ein Brand, wahrscheinlich zu Anfang des 14. Jahrhunderts, legte die Stadt in Asche; mit dem Rathhause wurden auch alle Urkunden vernichtet. Vor dem 16. Jahrhundert war die Stadt zu ihrer Vertheidigung mit einem Wassergraben umgeben, und vor dem Oberthor befand sich ein Vorwerk, das vermittelst einer Zugbrücke mit der Stadt in Verbindung stand. Im 30jährigen Kriege, 1621, wurde Alsfeld vom Herzog Christian von Braunschweig Lünneburg zur Uebergabe aufgefordert, und im folgenden Jahre rückte derselbe ein. Eine allgemeine Plünderung erfolgte; die nicht geflüchteten Einwohner wurden sehr mißhandelt, und mit 6000 Reichsthalern mußte die angedrohte Einäscherung der Stadt abgekauft werden; jedoch wurde der damals erlituene Schaden auf 71,429 fl. angeschlagen. Durch die Schweden wurden 1636 über 40 Häuser in Asche gelegt, und im folgenden Jahre, den 2. Juli, überfielen 500 Ziegenhainische Reuter und Knappen die Stadt, öffneten auch vermittelst Pe1arden, ein Thor, mußten aber mit großem Verluste abziehen. Den 5. Nov. 1643 wurde die Stadt durch ein 5000 Mann starkes Corps, unter der Anführung des Generals Geysa, beschossen und nach einer mannhaften Gegenwehr eingenommen. Den größten Verlust in diesem Kriege erlitt die Stadt durch die Niederhessischen Truppen, welche den 30. Sept. 1646 dieselbe umringten und solche den 5. Okt., erst nach dem dritten Sturm, mit Akkord einnahmen. Dreißig Gebäude waren durch die hineingeworfenen Granaten in Feuer aufgegangen; alle Vorstädte wurden geschleift und an 200 Häuser in denselben abgebrochen. Noch sind von den zerstörten Vorstädten die Namen Schelln- und Kloppengasse geblieben. Zu Ende des vorigen Jahrhunderts wurde hier ein Todtenkeller entdeckt, in welchem sich viele Tausende wohlaufgeschichteter Schädel und Knochen befanden. – Der Pfarrsatz gehörte dem St. Jacobskloster zu Mainz, welches denselben 1247 der Mainzer Domkirche überließ.“

## Wiege des Denkmalschutzes in der Jahrhundertwende
Während überall in Deutschland der Abriss jahrhundertealter Gebäude zugunsten historistischer Neubauten in der Gründerzeit eine Selbstverständlichkeit darstellte, führte dies in Alsfeld zu heftiger Kritik. Begünstigt wurde dies durch mehrere Skandale: Der Abbruch der vier historischen Stadttore und der Stadtmauer entpuppte sich als Aktion zur Bereicherung am Abbruchmaterial, 1825 wurden Beamte und der Bürgermeister überführt und zu Gefängnisstrafen verurteilt. Am 3. Dezember 1878 beschloss der Stadtrat den Abriss des baufälligen Rathauses, eine Umsetzung scheiterte am Widerstand der Bevölkerung und hatte dessen Restaurierung zur Folge. 1883–1885 wurde das Gasthaus „Zum Schwanen“ am Markt abgerissen und durch ein gleichnamiges Hotel im neugotischen Stil ersetzt, eine Bausünde jener Zeit. Am 8. August 1900 wurde das „Ortsbau-Statut“ erlassen, das fortan den Umgang mit Bauten und die Errichtung von Neubauten regelte, und 1902 um das Denkmalschutzgesetz ergänzt. 1897 wurde der Geschichts- und Museumsverein gegründet, 1905 das Stadtarchiv.

## 20. Jahrhundert
Anfang des 20. Jahrhunderts wurden der Bahnhof und die neue Synagoge errichtet. Aufgrund des historischen Bewusstseins wurden Fachwerkhäuser saniert und Fachwerk freigelegt, ebenso der Putz am Weinhaus entfernt, eine Rekonstruktion des alten Fenster wie vom Denkmalschutz gewünscht blieb aus. Hatte man sich noch 1930 gegen den Nationalsozialismus gewehrt, führte die Nazizeit zur Vertreibung oder Ermordung der Juden und der Zerstörung der Synagoge. Nach der Reichskristallnacht bargen Bürger rituelle Gegenstände der Synagoge und versteckten diese im Museum. Bombenziel war der strategisch wichtige Bahnhof, aufgrund einer Verwechselung wurden statt der Bahnanlagen jedoch Privathäuser in der Nähe der Bahnlinie zerstört.
Die Pionierleistungen im Denkmalschutz fand nach 1945 ihre Fortsetzung, zwischen 1947 und 1974 wurden 57 Fachwerkhäuser freigelegt und 65 saniert. 1963 beschlossen die Stadtverordneten eine neue Ortssatzung. Darin heißt es: Der historische Stadtkern der Kreisstadt Alsfeld ist ein vortreffliches Denkmal der Baukunst des Mittelalters und der Renaissance, das ein glückliches Geschick bis in unsere Zeit überliefert hat. Die Erhaltung und Pflege des alten Stadtbildes ist daher eine besondere Verpflichtung der städtischen Körperschaften. Wenngleich über 400 historische Gebäude alleine in der Altstadt erhalten sind, wurde das Scheunenviertel abgerissen, da man keinen Bedarf in der Erhaltung der Scheunen sah und Parkplätze schaffen wollte. 1975 wurde Alsfeld durch den Europarat zur „Europäischen Modellstadt“ erklärt.
Zum Gedenken an diejenigen Opfer des Nationalsozialismus, die in Alsfeld wohnten, verlegte Gunter Demnig am 24. Oktober 2009 die ersten 16 Stolpersteine in Alsfeld. Je 13 weitere Stolpersteine folgten am 7. September 2010 und am 28. September 2011.
Zu den großen Feierlichkeiten gehörten 1961 der 1. Hessentag überhaupt, ebenso der 25. Hessentag im Jahr 1985, weiterhin die 750-Jahr-Feier 1972 und die 800-Jahr-Feier 2022.

## Eingemeindungen
Altenburg gehört bereits seit dem 1. Dezember 1969 zu Alsfeld. Am 31. Dezember 1971 wurden, im Zuge der Gebietsreform in Hessen, die bis dahin eigenständigen Gemeinden Angenrod, Billertshausen, Eifa, Elbenrod, Eudorf, Fischbach, Heidelbach, Leusel, Münch-Leusel, Reibertenrod und Schwabenrod auf freiwilliger Basis eingegliedert. Berfa, Hattendorf, Liederbach und Lingelbach kamen kraft Landesgesetz am 1. August 1972 hinzu.
Für alle Stadtteil von Alsfeld wurden Ortsbezirke mit Ortsbeirat und Ortsvorsteher nach der Hessischen Gemeindeordnung eingerichtet.

## Landkreis Alsfeld
Im Großherzogtum Hessen bestand von 1821 bis 1832 der Landratsbezirk Alsfeld. Von 1832 bis 1972 (mit einer kurzen Unterbrechung nach der Märzrevolution, siehe Regierungsbezirk Alsfeld) war Alsfeld Sitz des gleichnamigen Landkreises, der bei der hessischen Gebietsreform 1972 mit dem Landkreis Lauterbach und Teilen des Landkreises Schotten zum Vogelsbergkreis zusammengeschlossen wurde.
Die Entscheidung des hessischen Innenministeriums, das zentraler gelegene Lauterbach zur Kreisstadt zu bestimmen, führte seinerzeit zu einiger Verbitterung in Alsfeld, die das Verhältnis zu Lauterbach über Jahre hinweg belastete. Aufgrund der Proteste im Alsfelder Raum teilte zum Beispiel die Kraftfahrzeug-Zulassungsstelle Alsfeld zwischen 1972 und 1978 nicht das ursprünglich vorgesehene Kennzeichen LAT (Lauterbach), sondern weiterhin Nummernschilder mit dem Kürzel ALS zu, bis 1978 VB als Autokennzeichen des Vogelsbergkreises festgelegt wurde.

## Verwaltungsgeschichte im Überblick
Die folgende Liste zeigt die Staaten und Verwaltungseinheiten, denen Alsfeld angehört(e):
- vor 1567: Heiliges Römisches Reich, Landgrafschaft Hessen
- ab 1567: Heiliges Römisches Reich, Landgrafschaft Hessen-Marburg[14]
- 1604–1648: Heiliges Römisches Reich, strittig zwischen Landgrafschaft Hessen-Darmstadt und Landgrafschaft Hessen-Kassel (Hessenkrieg)
- ab 1604: Heiliges Römisches Reich, Landgrafschaft Hessen-Darmstadt, Oberfürstentum Hessen, Oberamt Alsfeld, Amt Alsfeld[15]
- ab 1806: Großherzogtum Hessen,[Anm. 2] Fürstentum Oberhessen, Oberamt Alsfeld[16]
- ab 1815: Großherzogtum Hessen, Provinz Oberhessen, Amt Alsfeld[17]
- ab 1821: Großherzogtum Hessen, Provinz Oberhessen, Landratsbezirk Romrod[18][Anm. 3]
- ab 1829: Großherzogtum Hessen, Provinz Oberhessen, Landratsbezirk Alsfeld (Amtssitzverlegung)
- ab 1832: Großherzogtum Hessen, Provinz Oberhessen, Kreis Alsfeld
- ab 1848: Großherzogtum Hessen, Regierungsbezirk Alsfeld
- ab 1852: Großherzogtum Hessen, Provinz Oberhessen, Kreis Alsfeld
- ab 1867: Norddeutscher Bund,[Anm. 4] Großherzogtum Hessen, Provinz Oberhessen, Kreis Alsfeld
- ab 1871: Deutsches Reich, Großherzogtum Hessen, Provinz Oberhessen, Kreis Alsfeld
- ab 1918: Deutsches Reich (Weimarer Republik), Volksstaat Hessen, Provinz Oberhessen, Kreis Alsfeld
- ab 1938: Deutsches Reich, Volksstaat Hessen, Landkreis Alsfeld[19][Anm. 5]
- ab 1945: Amerikanische Besatzungszone,[Anm. 6] Groß-Hessen, Regierungsbezirk Darmstadt, Landkreis Alsfeld
- ab 1946: Amerikanische Besatzungszone, Hessen, Regierungsbezirk Darmstadt, Landkreis Alsfeld
- ab 1949: Bundesrepublik Deutschland, Hessen, Regierungsbezirk Darmstadt, Landkreis Alsfeld
- ab 1972: Bundesrepublik Deutschland, Hessen, Regierungsbezirk Darmstadt, Vogelsbergkreis
- ab 1981: Bundesrepublik Deutschland, Hessen, Regierungsbezirk Gießen, Vogelsbergkreis